# خوان نونيز
خوان نونيز هو عداء سريع دومينيكاني، ولد في 19 نوفمبر 1959.

## وصلات خارجية
- خوان نونيز على موقع الاتحاد الدولي لألعاب القوى (الإنجليزية)
- خوان نونيز على موقع أوليمبيديا (الإنجليزية)